# Qin Shaobo
Qin Shaobo (秦少波S, Qín ShǎobōP; Guangxi, 1982) è un attore e circense cinese, famoso per aver interpretato Yen in Ocean's Eleven, Ocean's Twelve e Ocean's Thirteen.

## Filmografia parziale
- Ocean's Eleven - Fate il vostro gioco (Ocean's Eleven), regia di Steven Soderbergh (2001)
- Ocean's Twelve, regia di Steven Soderbergh (2004)
- Ocean's Thirteen, regia di Steven Soderbergh (2007)
- Ocean's 8, regia di Gary Ross (2018)